# Typhlops violaceus
Typhlops violaceus este o specie de șerpi din genul Typhlops, familia Typhlopidae, descrisă de Taylor 1947.
Este endemică în Sri Lanka. Conform Catalogue of Life specia Typhlops violaceus nu are subspecii cunoscute.